# Villa Il Salviatino

Il Salviatino ai tempi di Ojetti

La  Villa Il Salviatino si trova a Fiesole in via del Salviatino 21, appena prima del confine comunale con Firenze. Si tratta di una delle più note e celebrate ville dei dintorni di Firenze, anche perché residenza di Ugo Ojetti, che la restaurò e la decorò arredandola con grande cura, secondo il suo gusto. Essa dà il nome al quartiere del Salviatino.

## Storia
Situata alla base della collina di Maiano, si chiamava anticamente "il tegliaccio", da quando appartenne ai Tegliacci, mentre precedentemente era stata dei Baldesi (XIV secolo) e dei Bardi (XV secolo).
In seguito fu degli Orsini di Pitigliano e dei Rucellai, che la tennero fino al 1517 quando passò ai Del Borgo. Nel 1531 l'acquistò Alamanno di Averardo Salviati, che la fece ricostruire, forse su progetto di Gherardo Silvani. Da allora venne detta "il Salviatino", forse per distinguerla dalla tenuta più ampia della villa Salviati, su via Bolognese. La villa fu cantata anche da Francesco Redi che scrisse: «Fiesole viva, eterno viva il nome / del buon Salviati e del suo bel Maiano» (Bacco in Toscana, 1685).
Nel Seicento il giardino si arricchì di elementi scenografici barocchi dei quali non resta traccia, ma che erano molto singolari nella Firenze dell'epoca, ispirati allo sfarzo teatrale del barocco romano.
I Salviati la possedettero fino al 1823, quando la casata si estinse, venendo poi acquistata da Francesco d'Antonio Frilli, maresciallo del Regno di Napoli. Passò poi in via ereditaria ai D'Almagro, che la vendettero ai Pini. Seguì poi l'imprenditore Girolamo Pagliano (nel 1871), che vi eresse "un'altissima e sproporzionata torre", come scrisse il Carocci. A lui seguì il conte Resse,  artefice delle principali manomissioni, che l'Orlandi non esitò a chiamare "lo scempio finale". Tutte le sale vennero pitturate in stile medievale e diminuì l'altezza della torre. Un ulteriore abbassamento si ebbe col successivo proprietario, il principe Carrega di Lucedio, che aggiustò le proporzioni al resto della villa, rendendola simile a quella della Villa La Petraia, su progetto dell'architetto Corinto Corinti.
Un vero e proprio rinascimento della villa si ebbe con il poeta Ugo Ojetti, che riparò quattro archi della loggia (1911), tolse le decorazioni medievali e ripiantò il giardino all'italiana. In quel periodo la villa fu un importante centro culturale, inserito in quel complesso delle cosiddette "regge fiorentine", con Villa I Tatti di Berenson e la villa di Montalto di Tammaro De Marinis. Ojetti vi aveva inoltre raccolto una cospicua collezione d'arte, che andò però dispersa alla sua morte, nel 1946.
La villa nel secondo dopoguerra fino alla fine degli anni '80 fu sede della Università di Stanford a Firenze.
Dopo un lungo periodo di semiabbandono, la villa è stata ristrutturata in tempi recenti e nel 2010 vi ha aperto un hotel di lusso.

## Descrizione

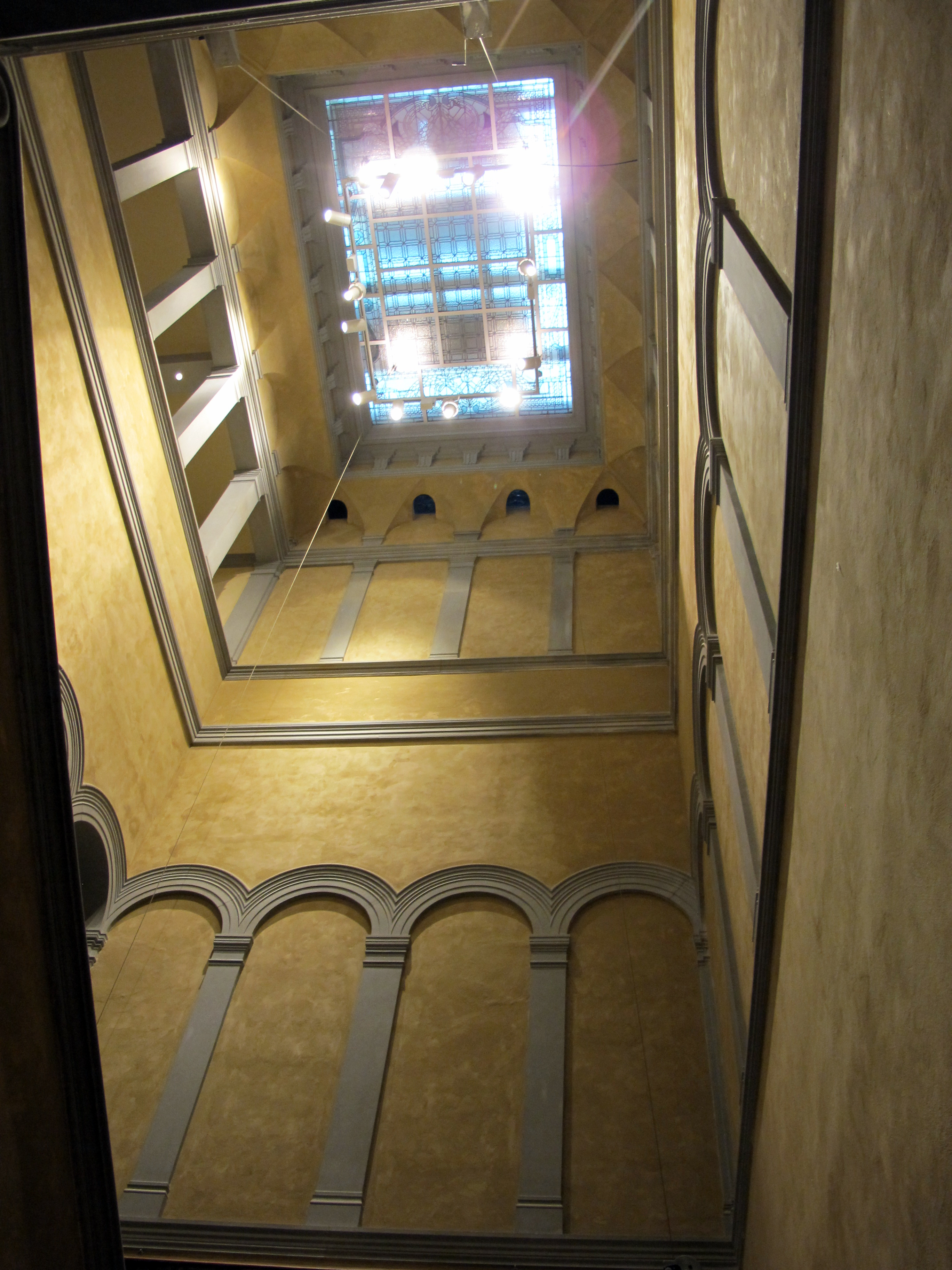
Il vano dello scalone

Nel Cinquecento la villa doveva avere un aspetto più imponente e ornato, a differenza dell'aspetto pesantemente ottocentesco odierno. Si trova sulla sommità di una collina nel mezzo di un giardino all'inglese molto verde. A un'analisi attenta elementi rinascimentali e seicenteschi affiorano ancora oggi, come la loggia a sei archi nella facciata e tre sui lati, o le balaustrate in pietra serena.  L'ultimo piano è invece un'aggiunta successiva.
Il giardino formale, noto dalle fotografie d'epoca, è stato ricostruito. Dopo l'ombroso viale d'accesso, si arriva alle serre e al parterre, con pavimentazione a ciottoli policromi nei vialetti.